# Qara Qoyunlu
Kara Koyunlu hay Qara Qoyunlu, hay còn được gọi là Tộc Cừu Đen (tiếng Ba Tư: قره قویونلو) (Tiếng Azerbaijan : Qaraqoyunlular) là một liên minh bộ lạc người Thổ Oghuz theo đạo Hồi giáo Shia đã cai trị ở vùng đất mà ngày nay là  Azerbaijan, Armenia (1406), tây bắc Iran, miền đông Thổ Nhĩ Kỳ, và đông bắc Iraq từ 1375 đến 1468.
Một số nhà nghiên cứu liên kết phương ngữ Oguz của Kara-Koyunlu với ngôn ngữ Azerbaijan.  Ví dụ, Faruk Shumer lưu ý rằng phương ngữ Đông Oguz của Kara-Koyunlu ngày nay được gọi là ngôn ngữ Azerbaijan, Muhsin Behramnejad gọi ngôn ngữ Azerbaijan là di sản được thừa hưởng từ các bộ lạc Kara-Koyunlu thuộc tộc người Turkoman. Sultan Kara-Koyunlu năm 1435-1467 Jahanshah là một đại diện được công nhận chung của thơ ca Azerbaijan

## ‎Kiến trúc‎

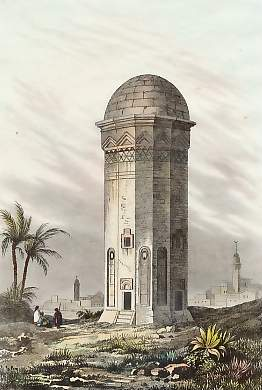
Mausoleum of Turkmen emirs, 1838
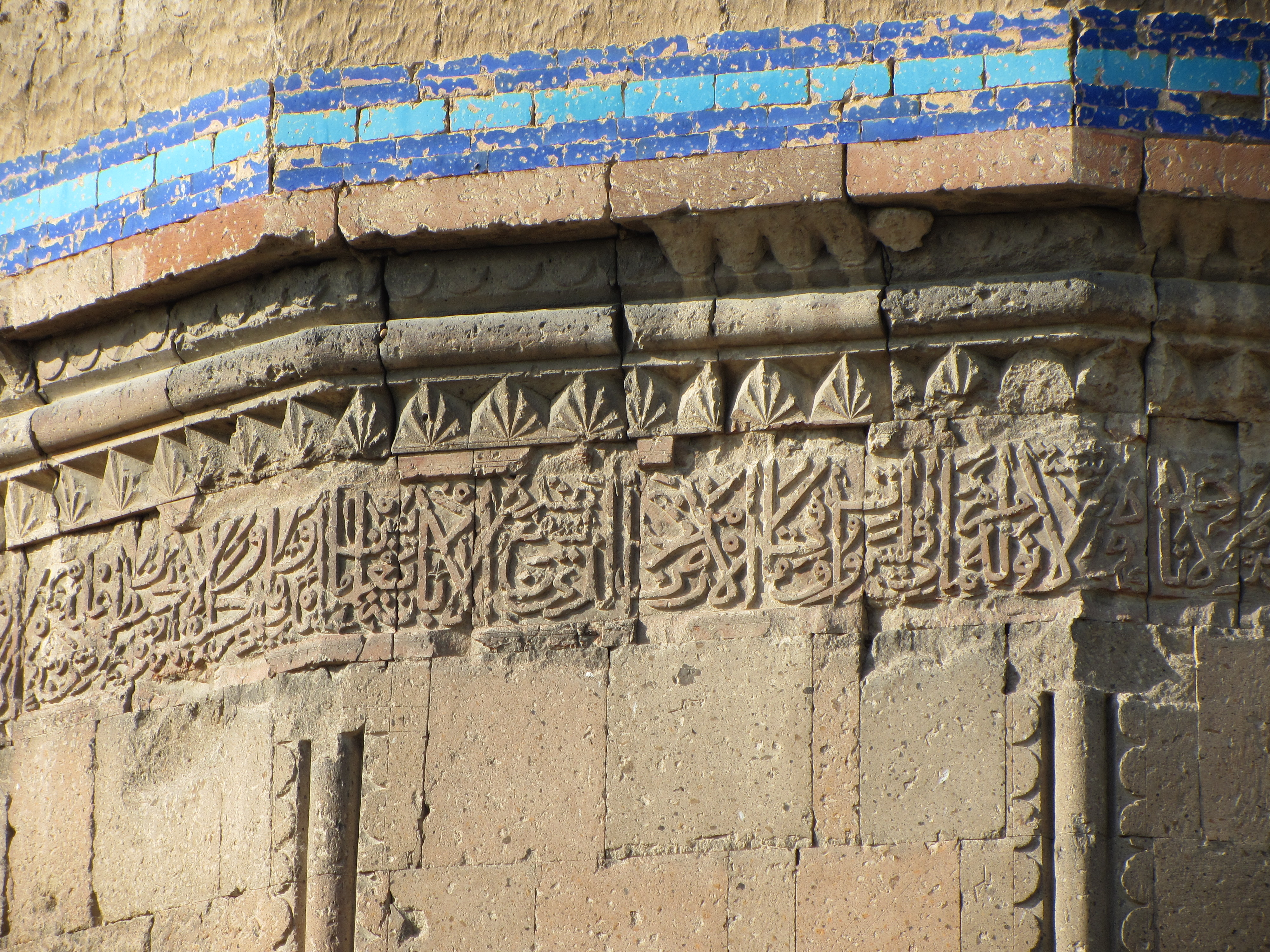
Graveyard in Argavand, fragment in Arabic
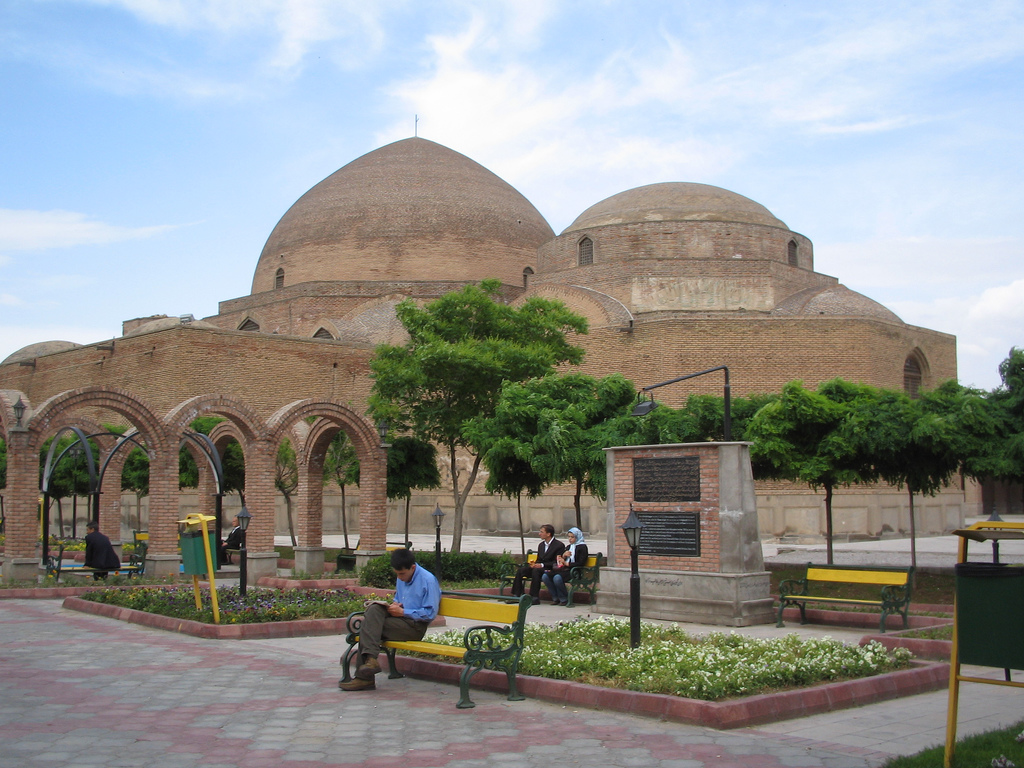
Blue Mosque, Tabriz